# Рабас, Вацлав (художник)
Вацлав Ра́бас (чеш. Václav Rabas; 13 ноября 1885[…], Печарковская мельница — 26 октября 1954[…], Прага[…]) — чешский художник, один из первых народных художников Чехословакии.

## Жизнь и творчество
В.Рабас родился в семье мельника. Отец его скончался, когда мальчику было семь лет. В 1904 году он поступил в гимназию в Чехах у Раковника. Затем был призван на воинскую службу, после чего поступил в пражскую Академию изобразительного искусства (обучение в ней не закончил). В 1909 году художник вступает в союз Umělecká beseda. Образование живописца он завершил у Макса Швабинского, под руководством которого работал до 1911 года. Затем В.Рабас совершает поездки в северную Италию и в Париж. Летом 1914 года, с началом Первой мировой войны, художник уходит на фронт, где он был тяжело ранен и долго находился на излечении в госпитале.
После образования независимой Чехословакии работает в журнале Život и сатирическом — Nebojsa. В течение двух лет был членом Общества художников Манеса. В эти годы В.Рабас был близко знаком и дружен с писателем и художником — братьями Карелом и Йозефом Чапеками, а также с будущим президентом Чехословакии Эдвардом Бенешем. 1920-е годы были успешны для В.Рабаса: он совершает ещё одну поездку в Италию, с 1923 года становится председателем художественного отделения в союзе «Umělecká beseda», затем избирается старостой этого союза. Полотна художника выставляются в Вене, Венеции, Париже, Варшаве, Питтсбурге, презентуя там новое чехословацкое искусство. После окончания Второй мировой войны, 9 ноября 1945 года, В.Рабасу одному из первых было присвоено почётное звание Народного художника Чехословакии. Многие из своих работ художник передал в галерею города Раковник. Скончался от инфаркта.

## Творчество
В художественных работах В.Рабаса чувствуются различные влияния, которые он успешно адаптировал и перерабатывал в свой собственный, оригинальных стиль. Много взял из аллегорической живописи XIX столетия, а также из импрессионизма, особенно Поля Сезанна. Работы начального периода В.Рабас характеризовал как произведения «магического реализма». Первая персональная выставка его состоялась в 1921 году. Весьма интересен созданный Рабасом в 1923 году цикл České hlavy, в который вошли изображения Б.Сметаны, Божены Немцовой, Томаша Масарика. Написал также несколько книг по теории живописи, занимался иллюстрированием.

### Полотна (избранное)
- Памяти матери (1914)
- Вечерние песни (1914)
- Наш край в августе (1930)
- Поле и облака (1933)
- Сумерки в поле (1942)
- Братья Чапеки (1947)